# Palacio de Mármol (San Petersburgo)
El Palacio de Mármol (del ruso: Мраморный дворец) es uno de los primeros palacios neoclásicos de San Petersburgo, Rusia. Está situado entre el Campo de Marte y el Muelle del Palacio, un poco al este del palacio del Gran Duque Miguel.

## Diseño y propietarios hasta 1917
El palacio fue construido para el conde Grigori Orlov, el favorito de la emperatriz Catalina la Grande, el noble más poderoso de la década de 1760. La construcción comenzó en 1768 según el diseño del arquitecto Antonio Rinaldi, que había ayudado previamente a decorar el palacio de Caserta, cerca de Nápoles. La combinación de ornamentación suntuosa con una monumentalidad rigurosamente clásica practicada por Rinaldi se puede atribuir a su trabajo anterior bajo la dirección de Luigi Vanvitelli en Italia.
El palacio toma su nombre de su opulenta decoración en una gran variedad de mármoles policromos. El granito finlandés de grano áspero en la planta baja produce un sutil contraste con el pulido mármol rosa de Karelia de las pilastras y el mármol blanco de los Urales de los capiteles y festones. Los paneles de mármol gris veteado de los Urales separan las plantas, mientras que se utilizó dolomita de Tallin en las urnas ornamentales. En total, se usan 32 diferentes tonos de mármol para decorar el palacio.
La planta del edificio tiene forma de trapecio. Cada una de sus cuatro fachadas, aunque son estrictamente simétricas, tienen un diseño diferente. Una de las fachadas esconde un patio, donde se expuso entre 1937 y 1992 un coche blindado usado por Lenin durante la Revolución de Octubre. Actualmente, el patio está dominado por una estatua ecuestre de Alejandro III de Rusia, la obra más famosa del escultor Paolo Troubetzkoy; antiguamente estaba situada en la Plaza Vosstaniya.

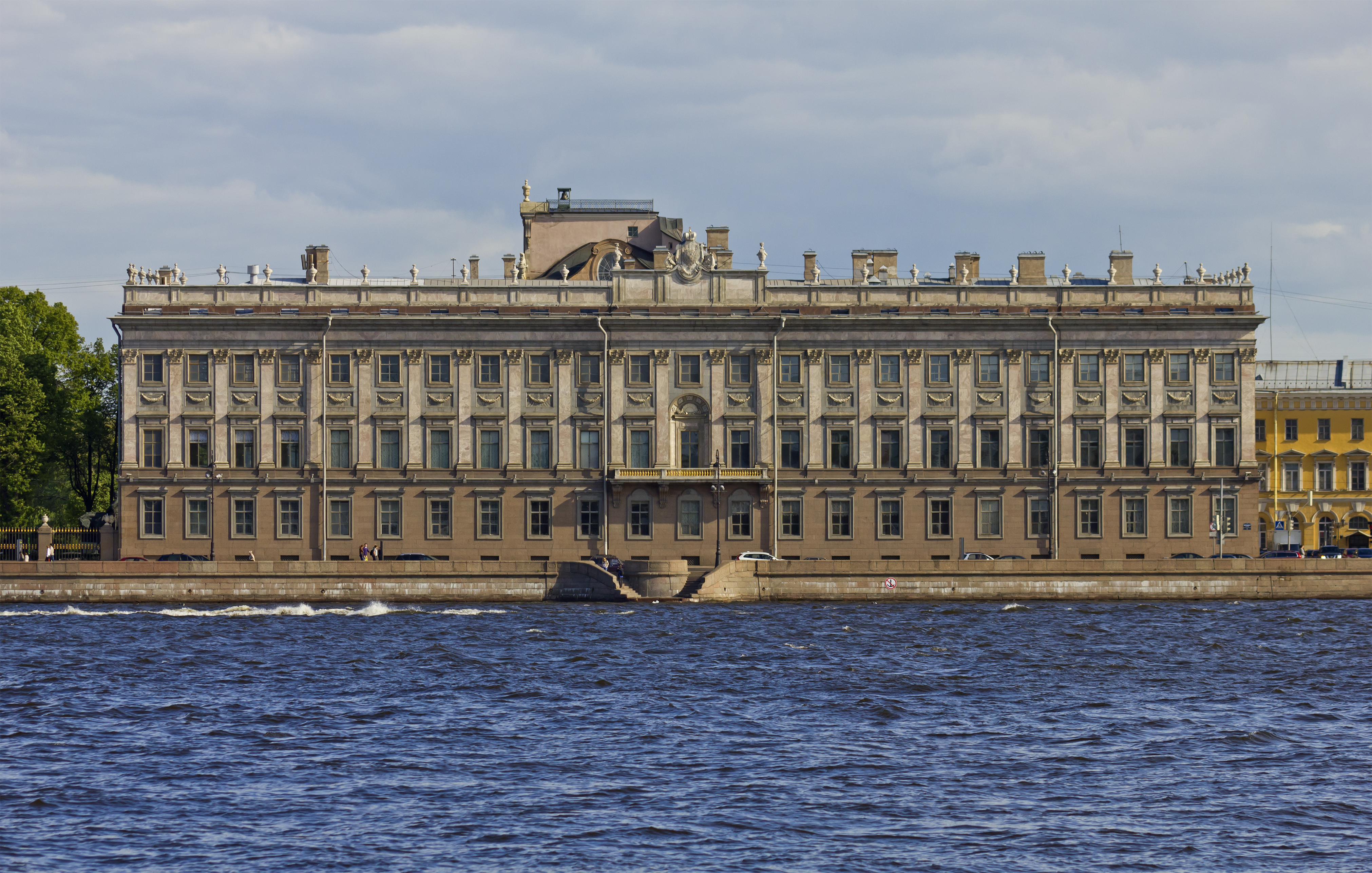
Fachada del muelle del Palacio de Mármol. Para una vista nocturna véase aquí.

Fedot Shubin, Mijaíl Kozlovski, Stefano Torelli y otros artesanos rusos y extranjeros decoraron el interior con mármoles de colores, estuco y estatuas hasta que el Conde Orlov cayó en desgracia con la Emperatriz, quien había comprado el palacio para sus herederos. En 1797–1798 el palacio fue alquilado a Estanislao II Poniatowski, el último rey de Polonia. Después el palacio perteneció al Gran Duque Constantino Pávlovich Románov y sus herederos de la rama Konstantínovichi de la familia Románov.
En 1843, el Grand Duque Constantino Nikoláyevich decidió redecorar el edificio, renombrándolo Palacio de Constantino y contratando a Aleksandr Briulov como arquitecto. Se reconstruyó completamente una iglesia adyacente y otros edificios anexos, a la vez que el interior del palacio se renovó de acuerdo con el gusto ecléctico del nuevo propietario. Solo la escalera principal y el Salón de Mármol sobrevivieron esta renovación y aún conservan los refinados estucos y los elaborados patrones de mármol de la decoración original de Rinaldi.

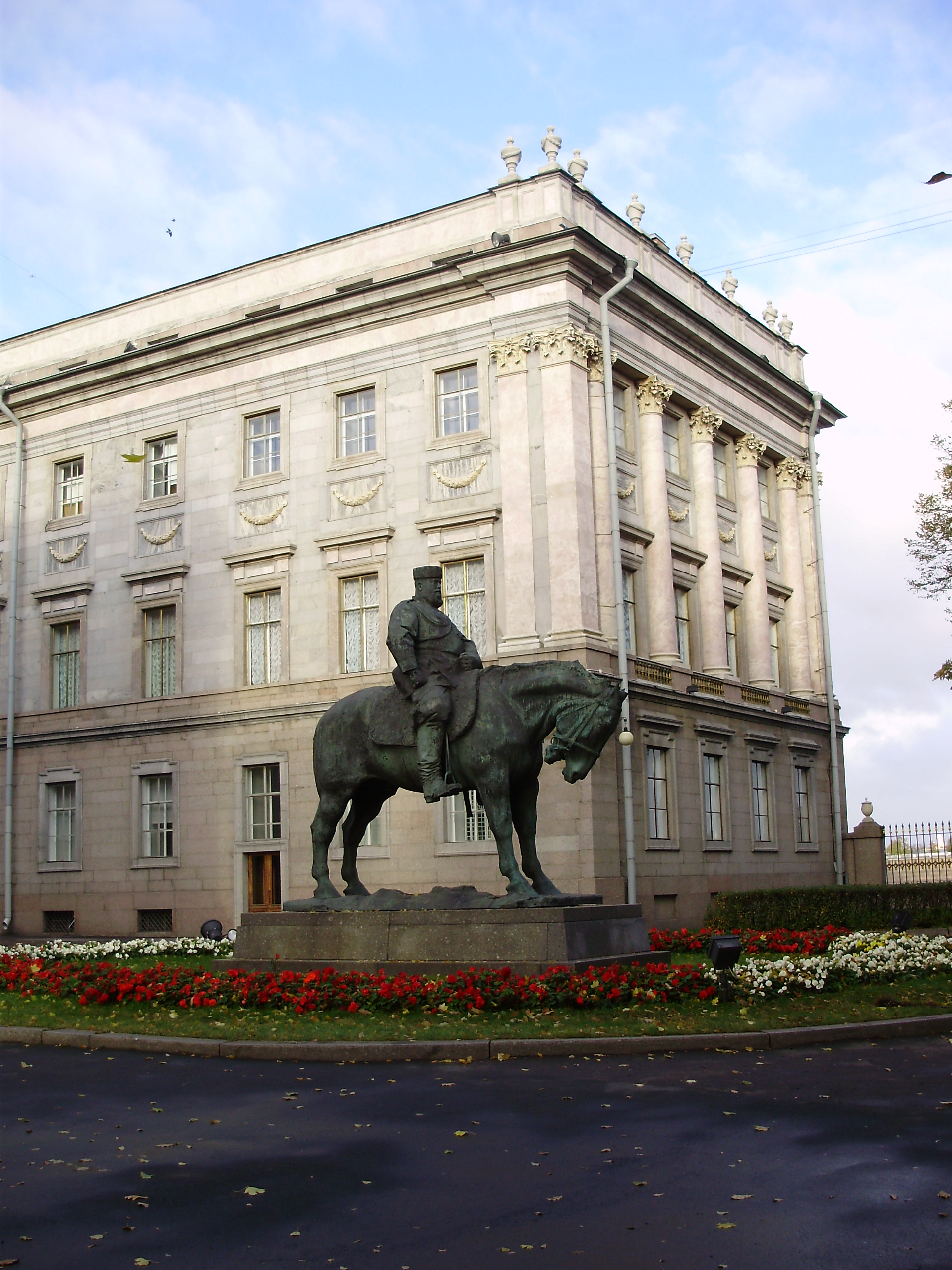
La estatua ecuestre de Alejandro III, situada antiguamente en la Plaza Vosstaniya.

## Uso durante la época soviética
Durante la época soviética, el palacio albergó sucesivamente el Ministerio de Trabajo (1917–19), la Academia de Cultura Material (1919–36), y, especialmente, la sucursal local principal del Museo Central (es decir, Nacional) de Lenin (1937–91), con sede en Moscú y sucursales por todo Leningrado en los apartamentos conmemorativos de Lenin por toda la ciudad (los lugares donde vivió o estuvo alojado durante diferentes períodos en lo que entonces era San Petersburgo).

## En la actualidad: sucursal del Museo Estatal Ruso
En la actualidad, el palacio alberga exposiciones permanentes del Museo Estatal Ruso, en especial "Artistas Extranjeros en Rusia (siglos XVIII y XIX)" y el "Museo de Peter Ludwig en el Museo Ruso", con lienzos de Andy Warhol y otros ídolos del Pop Art.